# Моше бен Нахман
Моше бен Нахман (ивр. משה בן נחמן‎, акроним Рамбан רמב"ן‎, также Нахмани́д; 1194, Жирона — после 1270) — один из величайших авторитетов Галахи и комментаторов Танаха и Талмуда, каббалист, поэт.

## Биография
Родился и прожил большую часть жизни в Жироне (Каталония, Королевство Арагон). Учился у французского тосафиста Йехуды бен Якара. Каббалу учил у Эзры и Азриэля из Жироны. На жизнь зарабатывал как медик. В Жироне Рамбан возглавлял иешиву, которая воспитала выдающихся знатоков закона следующего поколения, включая р. Шломо бен Адерета и Аарона Алеви. Вероятно, после смерти рабби Йоны Геронди в 1264 году, Рамбан стал главным раввином Каталонии. Велико было его влияние на общественную и духовную жизнь евреев. Известно также, что король Хайме I Арагонский держал с ним совет. Рамбан выступил в поддержку философских идей Рамбама и призвал французских мудрецов отменить херем против философских книг Рамбама. Во время диспута с христианами в Барселоне (1263 год) представлял евреев и, по мнению Рамбана, одержал победу. Король победы не принял:
101. В этом суть всех диспутов. Я не изменил в них ни слова по-своему. Позже, в тот же самый день, я предстал перед нашим государем, королём, и он сказал: „Пусть диспут будет приостановлен, ибо я не видел ни одного человека, который был бы неправ и при этом аргументировал бы все так хорошо, как это сделал ты“. Я слышал во дворце, что король и проповедники хотят прийти в синагогу в субботний день. И я остался в городе еще восемь дней. И когда они явились туда в следующую субботу, я ответил нашему государю по достоинству, ибо он очень настаивал в своей проповеди, что Ешу — это мессия.
Впоследствии диспут привёл к усилению враждебности со стороны христиан, и в 1267 году Рамбану пришлось покинуть пределы Арагона и переселиться в Эрец-Исраэль, где, в частности, он восстановил еврейскую жизнь в Иерусалиме.
Из Иерусалима Рамбан отправился в Акко, после чего его следы теряются и неизвестно где и когда он умер и был похоронен. Относительно места его погребения существуют различные традиции: в районе Иерусалима (возле Кфар-Шилоах), в Хайфе, Акко, Хевроне или Тверии.

## Учение
Пробудил интерес к мистико-экзегетическим исследованиям Талмуда и Танаха, считая, что их глубинный смысл достижим через просвещённую веру («эмуна ве-битахон») и методы каббалы. Высоко оценивая роль разума в мистическом познании, Нахманид, однако, критиковал Маймонида (Рамбама) за чрезмерный рационализм в его философии. Неоплатонические элементы каббалистического мистицизма Нахманида просматриваются в его описании сфирот, в их отношении к сокрытому трансцендентному Эйн-софу. По его мнению, Тора является всеобъемлющим источником знания, а изложенное в ней служит также знаками на будущее. Так, например, описание сотворения мира содержит косвенные указания на важнейшие события шеститысячелетнего существования мира, а суббота символизирует седьмое тысячелетие, день Господний. На основе своей метафизики Нахманид сформулировал мистическую историософию, и таким образом стал предшественником некоторых историософских учений XVIII и XIX веков. Рамбан был первым раввином, который заявил, что переселение в святую землю Израиля является библейской заповедью для всех евреев. «Великолепие мира — земля Израиля, великолепие земли Израиля — Иерусалим, великолепие Иерусалима — священный Храм, великолепие Храма — Святая святых, а её великолепие — место крувим, где пребывает Шехина».
Оригинальна антропология Нахманида и его учение о награде и наказании, воскрешении мертвых. Помимо животной души, полученной от «Высших сил» и присущей всем живым тварям, человек обладает особой душой. Эта особая душа — прямая эманация из Божества, существовала до сотворения мира. Посредством человека она входит в материальную жизнь; и при уничтожении его тела, она или возвращается к своему первоначальному источнику, или входит в тело другого человека. Это представление, согласно Нахманиду, является основанием левиратного брака. Воскресение, о котором говорят пророки и которое будут иметь место после того, как придет Машиах, по мнению Нахманида, относится к телу (эгоизму). Тело человека через влияние души может преобразовать себя в столь чистую сущность, что оно станет вечным.

## Издания
- Рамбан. Комментарий на Книгу Бытия (пер. со ср.-век. иврита О. Лемперт и А. Пшеницкого) // Классические библейские комментарии: Книга Бытия. Сборник переводов с древнееврейского, арамейского и средневекового иврита. — М.: Олимп, 2010. — 700 c. — 1000 экз. — ISBN 978-5-7390-2468-8